# Igor Jevgenjevitj Tamm
Igor Jevgenjevitj Tamm (Игорь Евгеньевич Тамм), född 8 juli 1895 i Vladivostok, död  12 april 1971 i Moskva, var en sovjetisk fysiker och nobelpristagare.

## Biografi
Tamm är känd för sina arbeten inom kvantmekanik, strålningsteori, kosmisk strålning och atomfysik. Han var korresponderande medlem av den sovjetiska vetenskapsakademien från 1933 och akademiledamot från 1953.
Han tilldelades 1958, tillsammans med Pavel A. Tjerenkov och Ilja M. Frank, Nobelpriset i fysik ”för upptäckten och tolkningen av Tjerenkoveffekten”.